# Alfa Romeo 6C
Alfa Romeo 6C – seria samochodów osobowych produkowanych przez włoskie przedsiębiorstwo Alfa Romeo w latach 1947-1951.
Karoseria tego modelu skonstruowana została w oparciu o stalowe poszycie na stalowym szkielecie i ramie.
W ramach serii 6C, na rynek wypuszczone zostały modele:
- Alfa Romeo 6C 1500
- Alfa Romeo 6C 1750
- Alfa Romeo 6C 1900
- Alfa Romeo 6C 2300
- Alfa Romeo 6C 2500
- Alfa Romeo 6C 3000 Competizione Maggiorata

## Dane techniczne modelu 2500
- R6 2,4 l (2442 cm3), DOHC[1]
- Układ zasilania: trzy gaźniki Solex[1]
- Średnica cylindra × skok tłoka: 71,00 × 99,00 mm
- Moc maksymalna: 110 KM przy 4800 obr./min.[1]
- Maksymalny moment obrotowy: b/d
- Prędkość maksymalna: 161 km/h

- Zawieszenie przednie: wahacze poprzeczne, sprężyny śrubowe[1]
- Zawieszenie tylne: niezależne, oś łamana, drążki skrętne[1]